# Gustav Zeuner
Gustav Anton Zeuner (30 novembre 1828 – 17 octobre 1907) est un ingénieur, physicien et épistémologue saxon, considéré comme le fondateur de la thermodynamique appliquée et de l'École de Thermodynamique de Dresde.

## Biographie

### Université et Révolution
Zeuner est né à Chemnitz, Saxe. Il reçut sa première formation technique à l’école royale professionnelle de Chemnitz (Königliche Gewerbeschule), qu'il fréquenta de 1843 à 1848.
En 1848 il s'inscrivit à l’École des mines de Freiberg, où il étudia le génie minier et la métallurgie. Il se lia avec l'un de ses professeurs, le célèbre minéralogiste Julius Weisbach, avec qui il collabora sur plusieurs projets.
L’université dut cependant interrompre ses cours au cours des journées de 1848 qui secouèrent toute l’Allemagne. Les assemblées générales et les manifestations massives se multipliaient, exigeant la liberté de la presse, le droit de réunion, l'armement de la population, et la création d'un parlement national allemand. Zeuner rejoignit les barricades à Dresde au cours des journées de mai 1849. Alors que plusieurs de ses compatriotes furent condamnés à mort ou aux travaux forcés, Zeuner fut gracié : il put terminer ses études, et passa même sa thèse de doctorat à l'Université de Leipzig en 1853, mais fut interdit d'enseigner par toutes les universités saxonnes.

### Refuge à Zürich
En 1853, Zeuner devint l'éditeur de la revue Der Civilenginieur. Zeitschrift für das Ingenieurwesen, le premier magazine allemand spécialisé en mécanique, qui parut jusqu'en 1896. Il assura cette charge jusqu'en 1857, même après son départ pour Zürich en 1855, où on lui avait offert le poste de professeur de mécanique appliquée à l’École polytechnique fédérale de Zurich. Il y côtoya des ingénieurs aussi célèbres que Franz Reuleaux. Parmi les autres républicains de Dresde qui avaient fui l'Allemagne pour Zürich, on comptait alors Richard Wagner, Gottfried Semper et Theodor Mommsen.
C’est à Zürich que Zeuner conçut sa locomotive en 1858 ; il prouva quels avantages elle apportait en termes de puissance, mais ne s'intéressait qu’à la théorie et ne poussa pas ses plans plus loin. C’est encore à Zürich qu’en 1869 Zeuner inventa le graphique tri-dimensionnel appelé « diagramme de Zeuner ».
À partir de 1859, Zeuner devint le directeur officieux de l’École polytechnique fédérale de Zurich, et en mai 1865 il obtenait le titre officiellement. Son professeur, Julius Weisbach, célébra l'événement en donnant son nom à une roche, la zeunérite, un cristal gris-vert.

### Retour en Allemagne
En 1871 Zeuner rentra en Allemagne et put à nouveau travailler avec Weisbach, dont il prit la succession à la tête de l'École des Mines de Freiberg. Il y enseigna jusqu'en 1875 comme professeur de mécanique et de machines excavatrices. Une amnistie générale accordée en 1862 aux anciens révolutionnaires avait rendu cela possible.
En 1873, alors qu'il était toujours directeur de l’École des mines de Freiberg, Zeuner fut nommé directeur du Polytechnicum Royal de Dresde. Il y assura la promotion des Sciences humaines ; cette ouverture allait faire du Polytechnicum de Dresde une université à part entière dès 1890.
En 1889, à l'âge de 61 ans, Zeuner démissionna de la direction du Polytechnicum, se bornant à enseigner jusqu'à sa retraite en 1897. Il fut nommé professeur émérite.

## Le prix Gustav Zeuner
Depuis 1993, l'association des ingénieurs allemands (de) décerne aux meilleurs étudiants en thèse d'Allemagne le prix Gustav Zeuner ; Zeuner était membre de la délégation de Dresde de la VDI dès sa fondation en 1897.

## Navire portant son nom
- Le toueur de 1894, Gustav Zuner, exposé en tant que navire musée dans le port de commerce de Magdebourg.

## Publications
- Die Schiebersteuerungen mit besonderer Berücksichtigung der Lokomotivsteuerungen, Freiberg, 1858
- Grundzüge der mechanischen Wärmetheorie, 1860
- Théorie mécanique de la chaleur, Gauthier-Villars (Paris),1869,ouvrage traduit de l'allemand par Maurice Arnthal et Achille Cazin, Texte disponible en ligne sur LillOnum
- Technische Thermodynamik, 1887